# HD 44927
HD 44927，又名BD+23 1347，SAO 78349、HR 2304，是一颗恒星，视星等为6.06，位于銀經189.28，銀緯5.07，其B1900.0坐标为赤經6h 19m 28.2s，赤緯+23° 5.07′ 56″。